# Завино
Завино (на словенски: Zavino) е село в Словения, регион Горишка, община Айдовшчина. Според Националната статистическа служба на Република Словения през 2015 г. селото има 82 жители.